# Lambs of God
Lambs of God (Englisch für Lämmer Gottes) ist eine australische, vierteilige Miniserie, die auf dem gleichnamigen Roman (deutscher Titel: Die Bräute des Himmels) von Marele Day aus dem Jahr 1997 basiert, über drei Nonnen auf einer verlassenen Insel. In Australien fand die Erstausstrahlung auf dem Sender Showcase am 21. Juli 2019 statt, in Deutschland wurde sie am 1. November 2019 bei TVNOW veröffentlicht. Bei den AACTA Awards wurde sie neunmal ausgezeichnet.

## Handlung
In dem verlassenen Sankt-Agnes-Kloster auf einer abgeschiedenen Insel in der Irischen See, die bei Ebbe über einen Damm zu erreichen ist, leben nur noch drei Nonnen verschiedener Generationen, die Schwestern des klausurierten Ordens der Heiligen Agnes, die den Grund des Klosters nicht verlassen dürfen: die rothaarige Jungfrau Carla, die das Festland noch nie gesehen hat; ihre Anführerin Iphigenia, die Visionen hat; und die alte Margarita, die von Schatten gequält wird. Ohne Strom und Technologie versorgen sie sich selbst mithilfe eines Kräutergartens und der Zucht von Schafen, die sie für die Wiedergeburten ihrer verstorbenen Schwestern halten. Sie opfern einem Agnesbildnis ihre Haare und erzählen beim Stricken Geschichten wie Märchen, inhaltlich angepasst an ihre eigenen Biografien.
Die Handlung setzt im Jahr 1999 ein, als plötzlich Pater Ignatius auftaucht, der Sekretär des Bischofs, der die Insel für unbewohnt hielt und das scheinbar stillgelegte Kloster für die katholische Kirche, welche derzeit in einem Missbrauchsskandal steckt und die Anlage in Luxushotels umwandeln will, untersuchen sollte. Um ihren Eid und ihre Heimat zu verteidigen, machen die Nonnen ihn zum Gefangenen, Invaliden und zur Schwester. Der Konflikt mit ihm führt für die drei Nonnen jeweils zu einer anderen Auflösung: Iphigenia enthüllt sich als die vermisste Stanford-Erbin, um ihr Erbe anzutreten, und als Carlas Mutter; diese gibt sich mit Ignatius der Anziehung hin und gebiert seine Tochter; Margarita heilt ihn mit einem Wunder und wird zur verehrten Heiligen.

## Episodenliste
| Nr. | Deutscher Titel                         | Originaltitel           | Erstausstrahlung Australien | Deutschsprachige Erstveröffentlichung (D) | Regie          | Drehbuch      |
| --- | --------------------------------------- | ----------------------- | --------------------------- | ----------------------------------------- | -------------- | ------------- |
| 1 | Es kommt der Teufel in das Paradies     | The Devil Into Paradise | 21. Juli 2019               | 1. Nov. 2019                              | Jeffrey Walker | Sarah Lambert |
| Der Alltag der drei Nonnen des Sankt-Agnes-Kloster auf einer Insel wird gestört, als plötzlich ein Priester auftaucht, der überrascht ist, dass dort noch jemand lebt. Nachdem Pater Ignatius vorschlägt, sie sollten aufs Festland kommen, wo man sich um sie kümmern würde, betäuben sie ihn und entwenden seine Kleidung und Gegenstände. In der Nacht versucht er zu fliehen, stürzt aber. Die Schwestern verlassen erstmals den Grund des Klosters, um sein Auto ins Meer zu stürzen. |                                         |                         |                             |                                           |                |               |
| 2 | Im Blut von Eden                        | The Blood of Eden       | 21. Juli 2019               | 1. Nov. 2019                              | Jeffrey Walker | Sarah Lambert |
| Ignatius wurde von den Nonnen rasiert, an den Beinen vergipst und im Freien angebunden. Die Nonnen finden heraus, dass auf der Insel Hotels errichtet werden sollen. Nachdem er in einer Nacht, als Carla ihn besucht und stimuliert, eine Tirade über das weibliche Geschlecht ausgeschrien hat, schlägt Iphigenia vor, dass er in den Orden aufgenommen werden soll, worauf sie ihn Stricken lehren. Carla schenkt ihm eine Muschel, mit der er nach und nach den Gipsverband aufribbelt. Auf dem Festland wiederum macht sich seine Schwester Frankie langsam Sorgen und überzeugt schließlich den Bischof, indem sie mit der Presse droht. Als sie und Sergeant Barnaby mit einem Helikopter über die Insel fliegen, versucht Ignatius, auf sich aufmerksam zu machen, doch Carla stößt ihn aus einem Turmfenster. |                                         |                         |                             |                                           |                |               |
| 3 | Und das Biest ist Fleisch geworden      | The Beast Incarnate     | 28. Juli 2019               | 1. Nov. 2019                              | Jeffrey Walker | Sarah Lambert |
| Am Festland wird Ignatius, nachdem sein Auto angespült ist, für tot befunden; derweil liegt er mit gebrochenem Fuß im Bett. Um an Geld zu kommen, ruft Iphigenia, die in Wahrheit die vermisste Tochter der reichen Stanford-Familie ist, bei der Bank mit Ignatius Mobiltelefon an. Als die Kirche entdeckt, dass es benutzt wurde, setzt sie Pater Bob darauf an, der sich Frankie annähert. Margarita versucht, mit Hilfe einer Schere, Carla vor Ignatius zu beschützen, da sie fürchtet er würde sie vergewaltigen, wie sie es einst wurde. Doch da Margarita kurz vor dem Angriff nun im eigenen Schatten den Teufel sieht, verletzt sie sich selbst. Iphigenia erklärt Margarita, dass sie kein Biest ist, als sie sie verarztet. Aus Mitgefühl und Anziehung lässt Carla Ignatius mit dem Telefon seine Schwester anrufen, doch stattdessen hinterlässt er eine Nachricht an den Bischof, die dieser kurz vor Beginn der Gedenkfeier für Ignatius erhält. Um ihre Identität zu beweisen, bricht Iphigenia zum Festland auf. |                                         |                         |                             |                                           |                |               |
| 4 | Fürchtet euch nicht, es ist ein Wunder! | Resurrection            | 28. Juli 2019               | 1. Nov. 2019                              | Jeffrey Walker | Sarah Lambert |
| Iphigenia besucht die Gedenkfeier für Ignatius, auf der Frankie eine Rede hält; dann spricht sie in der Bank mit ihrer Mutter. Patricias Erbe ist verjährt und auf mögliche Nachkommen übergegangen, aber ihre Mutter möchte ihr das nötige Geld geben, wenn sie vor der Presse den Namen der Familie reinwasche. Iphigenia ist weder dazu bereit noch dazu, ihre Tochter Carla preiszugeben. Vom Bischof ausgeschickt betritt Pater Bob die Insel, um die drei übrigen Bewohner zum Gehen zu bringen, doch Ignatius verteidigt die Schwestern und es kommt zum Kampf. Margarita sperrt Carla und Ignatius zum Schutz in den Ofen, wo sie einander hingeben, während Bob Margarita nachjagt und schließlich tödlich in eine Dornengrube fällt. Als Margarita erkennt, dass die anderen beiden Sex haben, zieht sie verstört Ignatius heraus und legt draußen um ihn einen Feuerring, wie sie früher einmal ihren Vergewaltiger verbrannte. Bei ihrer Rückkehr rettet Iphigenia Carla, die sich aus Verzweiflung ertränken wollte, und sie sehen, dass Margarita und Ignatius nicht verbrannt sind, sondern er dadurch geheilt wurde. Er erhält sein Gewand als aufgenommene Schwester und geht mit Carla zum Festland, wo Frankie sie empfängt, um die Ereignisse aufzuklären und das Wunder Margaritas anerkennen zu lassen. Ein Jahr später hat Carla eine neugeborene Tochter und der Orden, der neue Schwestern aufgenommen hat, ist ein Wallfahrtsort der Heiligen Margarita, der einmal im Jahr Besucher empfängt. |                                         |                         |                             |                                           |                |               |

## Besetzung und Synchronisation
Die deutschsprachige Synchronisation entstand nach Dialogbüchern und unter der Dialogregie von Marika von Radvanyi durch die Scalamedia GmbH.
| Rolle                                  | Darsteller                       | Synchronsprecher      |
| Hauptbesetzung                         | Hauptbesetzung                   | Hauptbesetzung        |
| -------------------------------------- | -------------------------------- | --------------------- |
| Schwester Carla                        | Jessica Barden                   | Maresa Sedlmeir       |
| Schwester Iphigenia/ Patricia Stanford | Essie Davis Meegan Warner (jung) | Madeleine Stolze      |
| Schwester Margarita                    | Ann Dowd Asha Boswarva (jung)    | Eva Maria Bayerwaltes |
| Pater Ignatius                         | Sam Reid                         | Oliver Scheffel       |
| Weitere                                |                                  |                       |
| Frankie Jones                          | Kate Mulvany                     | Laura Preiss          |
| Ben Jones                              | Diesel La Torraca                |                       |
| Nat Jones                              | Caleb Nissen                     |                       |
| Sergeant Barnaby                       | Daniel Henshall                  | Martin Bonvicini      |
| Bischof Malone                         | John Bell                        | Reinhard Glemnitz     |
| Pater Malachi                          | Tahki Saul                       |                       |
| Pater Bob                              | Damon Herriman                   |                       |
| Mr. Colquin                            | Huw Higginson                    | Matthias Kupfer       |
| Rosa Stanford                          | Sigrid Thornton                  | Marion Hartmann       |

## Produktion
Lambs of God basiert auf dem 1997 erschienenen Roman Die Bräute des Himmels der australischen Autorin Marele Day und wurde von Lingo Pictures für das Fernsehunternehmen Foxtel produziert. Nachdem Jason Stephens und Helen Bowden für Lingo Pictures die Verfilmungsrechte erworben und an Foxtel getragen hatten, begann dort etwa Anfang 2016 die Entwicklung des Projekts. Engagiert wurden als Drehbuchautorin und Showrunner der vier Episoden Sarah Lambert und als Regisseur Jeffrey Walker sowie in den Hauptrollen Ann Dowd, Essie Davis, Jessica Barden und Sam Reid besetzt. Für Filmkameramann Donald M. McAlpine ist die Serie das Fernsehdebüt. Gedreht wurde ab Mai 2018 für neun Wochen in den FOX Studios, in New South Wales und auf Tasmanien.

## Ausstrahlung
Weltpremiere feierten die ersten beiden Episoden im März 2019 im Wettbewerb des Festivals Series Mania in Lille. In Australien wurde sie in zwei Hälften am 21. und am 28. Juli 2019 auf dem Foxtel-Sender Showcase ausgestrahlt. Ihre Deutschlandpremiere hatte sie am 1. November 2019 bei TVNOW; im Free-TV wurde sie am 30. März und 6. April 2021 auf One erstausgestrahlt.

## Rezeption

### Kritiken
Bei Rotten Tomatoes erreicht die Serie eine Kritikerwertung von 100 % anhand 6 Kritiken.
Luke Buckmaster, der für den Guardian vier von fünf Sternen vergibt, empfindet die Serie als religiöses Misery mit einer dunkel schönen und surrealen Ästhetik, und schreibt: „Teuflischer Humor ist hindurch gesät mit einer sardonischen Art Schüchternheit, die manchmal schwer zu lesen und sogar fast unmerklich ist. Knock-out-Performances der herausragenden Besetzung lassen das Drama vor Emotionen erbeben [...] und Lamberts exzellentes Drehbuch bleibt in der Struktur unberechenbar. Lambs of God ist waghalsig, das ist sicher, und riecht förmlich nach einem zukünftigen Kultklassiker.“
Roger Moore von Movie Nation beschreibt sie als Mischung zu gleichen Teilen aus Betrogen und Agnes – Engel im Feuer sowie als „durchziehend seltsamer, schauerlicher magischer Realismus zu Leben gebracht von einer Spitzengruppen-Besetzung in der kahlsten Umgebung.“ Die Serie liefere mit nicht aufhörenden Überraschungen in jeder Episode große Momente, die die Zuschauer beim Raten und Schauen halten.
Karl Quinn vom Sydney Morning Herald findet, jeder Aspekt der Produktion stimme überein mit dem geschickten, reichen Storytelling; Walkers Regie sei ungefährdet, die Darstellungen durchgehend gut und die Kameraarbeit von McAlpine leuchtend, der wahre Star aber die Umgebung. „Abwechselnd sexy und pervers, albern und smart ist Lambs of God ein seltsames Biest, aber auch eine schiere Freude.“

### Themen
Wenlei Ma von News.com. stellt den Konflikt in der Serie so dar, dass die unleugbar weiblich[e], pflegende, irdene und anspruchslose Existenz [der Frauen] gewaltsam mit der Arroganz und dem Patriarchat der Kirche zusammenprallt. Buckmaster sieht in der Serie „eine zynische Sicht auf den zeitgenössischen Katholizismus als politische Einheit der Staatskunst und qualmgefüllter Hinterzimmer, mit einer Vorliebe zu Verschwörungen und Vertuschungen.“
Schauspielerin Essie Davis beschreibt sie als „Krieg zwischen dem Weiblichen und Männlichen und Säule für die Frauenheit“ und sieht für die Gläubigen einerseits Heuchelei, andererseits Spiritualismus mit heidnischen Praktiken. „Diese Frauen sind verbunden mit der Erde und der Spiritualität ihres Glaubens, der zutiefst ehrlich ist, und nicht die politisierte, männlich-dominierte Neuorganisierung der Bibel und der römisch-katholischen Religion als Patriarchat. Sie mag sich nicht als eine korrekte gesetzestreue römisch-katholische Schwesternschaft anfühlen, aber ist sehr schön.“
Quinn schreibt, die Serie vollführe eine Gratwanderung zwischen „Farce und feministischer Kritik an der patriarchalen Kirche, die das Weibliche ausschließt oder dämonisiert, während sie ihre eigenen Ambitionen und Überschreitungen verschleiert. Es gibt Hinweise auf Missbrauch, Veruntreuung und Mord, alle ausgetragen im Namen des Vaters. […]“ Es gebe ein wunderbares Element darin, dass etablierte Narrative umgestaltet werden: „die Nonnen überarbeiten christliche Rituale und Märchen, um die Besonderheiten ihrer Umgebung und persönlichen Geschichte widerzuspiegeln. Ein christlicher Traditionalist könnte dies als Korruption von Ritual und Liturgie sehen, aber gleichermaßen kann man es sehen als Wiederbehauptung der heidnischen, vorchristlichen Traditionen, die von der Kirche angeeignet wurden, als sie sich ausbreitete. Die Rückkehr des Unterdrückten.“
Wenlei Ma zieht als Fazit: „Die Serie mag die Institution der Kirche verurteilen, aber steht hundertprozentig hinter dem Glauben als Ganzes. Was sie will, ist Anerkennung für die Geschichten und Beiträge von Frauen über die Starrheit und das Urteil durch die Institution hinaus, eine Institution, die für den Vorteil der Männer konstruiert wurde.“

## Auszeichnungen und Nominierungen

### AACTA Awards 2019
Bei den heimischen Awards der Australian Academy erlangte Lambs of God die Rekordzahl von 18 Nominierungen.
Auszeichnungen
- Bester Fernsehfilm oder Mini-Serie
- Beste Regie in einem Fernsehdrama oder einer Komödie, an Jeffrey Walker
- Beste Kamera im Fernsehen, an Donald M. McAlpine
- Bester Sound im Fernsehen
- Beste Originalmusik im Fernsehen, an Bryony Marks
- Bestes Produktionsdesign im Fernsehen, an Chris Kennedy
- Bestes Kostümdesign im Fernsehen, an Xanthe Heubel
- Bestes weibliches Neutalent, an Asha Boswarva (junge Margarita)
- Bestes Haar und Make-up

Nominierungen
- Bestes Drehbuch im Fernsehen, an Sarah Lambert
- Bester Hauptdarsteller in einem Fernsehdrama, an Sam Reid (Pater Ignatius)
- Beste Hauptdarstellerin in einem Fernsehdrama, an Essie Davis (Schwester Iphigenia), Ann Dowd (Margarita)
- Bester Nebendarsteller in einem Fernsehdrama, an Damon Herriman (Pater Bob)
- Bester Schnitt im Fernsehen, an Deborah Peart
- Bestes männliches Neutalent, an Diesel La Torraca (Ben Jones)
- Bestes weibliches Neutalent, an Emma Lancaster (Schwester Theresa), Yvonne Rae (Schwester Assumpta)

### Weitere
- Australian Screen Sound Guild Awards: Bester Sound in einer Fernsehdramaserie – Auszeichnung
- Australian Writers’ Guild Awards: Fernseh- oder Mini-Serie, an Sarah Lambert und Lingo Pictures – Nominierung
- Casting Guild of Australia Awards: Bestes Casting für eine Mini-Serie oder einen Fernsehfilm, an Kirsty McGregor – Nominierung
- Screen Producers Australia Awards: Fernsehfilm- oder Mini-Serien-Produktion des Jahres – Auszeichnung